# 打那美
打那美，又稱為撻拉糜，是台灣宜蘭縣冬山鄉的一個傳統地域名稱，位於該鄉中部偏東北。相較於今日行政區，其範圍大致與永美村相近。

## 歷史
台灣清治末期，打那美地區為一街庄，稱為「打那美庄」，隸屬於紅水溝堡。該庄北及東北與九份庄為鄰，東與武罕庄、珍珠里簡庄為鄰，南邊為大和庄，西邊為員山庄、順安庄。
1901年（日治明治三十四年）11月，廢縣廳改設二十廳，該庄隸屬於宜蘭廳，編入第十一區。1905年（明治三十八年）7月，第十一區改名「紅水溝區」。1909年（明治四十二年）10月，合併二十廳為十二廳，該庄仍隸屬於宜蘭廳。1920年（大正九年），廢十二廳改設五州二廳，該庄改制為「打那美」大字，隸屬於臺北州羅東郡冬山庄。
戰後冬山庄改制為冬山鄉，隸屬於臺北縣，大字改制為村。1950年10月，北、基、宜分治，冬山鄉改隸屬於宜蘭縣。

## 聚落
本地區發展較早的聚落為打那美，在日治期初期的官方地圖上已有記載。此外，本地區尚有砂港聚落。

## 交通
台鐵宜蘭線是台灣東北部鐵路幹線，大致以北北西—南南東走向經過打那美地區東部凸出部分邊界地帶。境內未設站，北側最近的是羅東車站，屬二等站，停靠大部分的普悠瑪號、太魯閣號、自強號、復興號，及全部的莒光號、區間快車與區間車；南側最近的是冬山車站，亦屬二等站，但僅停靠部分莒光號、復興號、區間快車，以及全部的區間車。由此等可前往台鐵沿線各站。
省道台9線（冬山路三段～二段）又稱「東部幹線」，是台北經東台灣至屏東楓港的幹道，大致以北北西—南南東走向經過本地區東部凸出部分邊界地帶，並位於鐵路以西。由該道路向北北西可前往羅東、五結西北部、宜蘭、礁溪、頭城西南部、坪林等地，向南南東可前往冬山市區、蘇澳、南澳、秀林、新城、花蓮等地。
鄉道宜28線（永興路一段、冬山路三段）是廣興至珍珠的道路，大致以西向東由本地區西部入境，隨後轉西北西—東南東走向至省道台9線路口，轉南南東與其共線一小段路至珍珠一路路口轉東北東出境。由該道路向西可前往順安、鹿埔東北部、廣興東南部並止於羅東高工西側省道台7丙線路口，向東北東轉東偏南可前往武罕西南部、珍珠里簡北部、武罕東南部並止於鄉道宜25線路口。
鄉道宜30-1線（富英路）是鹿埔經羅東鎮至冬山河森林公園的道路，大致北北西—南南東走向經過本地區東部凸出部分邊界地帶，並位於鐵路以東。由該道路向北北西可前往九份、十六份、羅東市中心西南側、阿里史、鹿埔並止於鄉道宜28線路口，向南南東可前往九份珍珠里簡並止於大員排水北側不遠處。